# Čabrunići
Čabrunići je naselje u Republici Hrvatskoj, u sastavu Općine Svetvinčenat, Istarska županija. 

## Stanovništvo
Prema popisu stanovništva iz 2001. godine, naselje je imalo 142 stanovnika te 55 obiteljskih kućanstava.
| broj stanovnika |       |       | 265   | 302   | 318   | 344   | 338   |       | 347   | 337   | 298   | 234   | 183   | 127   | 142   | 155   | 152   |
|                 | 1857. | 1869. | 1880. | 1890. | 1900. | 1910. | 1921. | 1931. | 1948. | 1953. | 1961. | 1971. | 1981. | 1991. | 2001. | 2011. | 2021. |

## Poznate osobe
- Miroslav Bulešić, časni Sluga Božji, kandidat za blaženika, hrv. svećenik i mučenik, borac za hrv. jezik
- Antun Milovan, hrv. pjesnik, prozaik, esejist, antologičar.